# 星浩司
星 浩司（ほし こうじ、1965年 - ）は、日本の言語学者。理論言語学専攻。慶應義塾大学経済学部教授。

## 人物・経歴
1988年獨協大学外国語学部英語学科卒業。1990年獨協大学大学院外国語学研究科英語学専攻修士課程修了。1995年ロチェスター大学大学院言語学科博士課程修了、Ph.D.。同年マサチューセッツ工科大学客員研究員。1996年慶應義塾大学経済学部助教授。2008年慶應義塾大学経済学部教授。理論言語学専攻。

## 著作
- 『言語学への扉』慶應義塾大学出版会 2006年
- 『焦点表現の獲得と統語・意味のインターフェイス』（松岡和美編, 共著）科学研究費補助金基盤研究研究成果報告書 2008年
- 『小児失語症の言語回復 : ランドー・クレフナー症候群と自閉症の比較から』（宮里恭子と共著）慶應義塾大学出版会 2019年